# DeAnna Burt

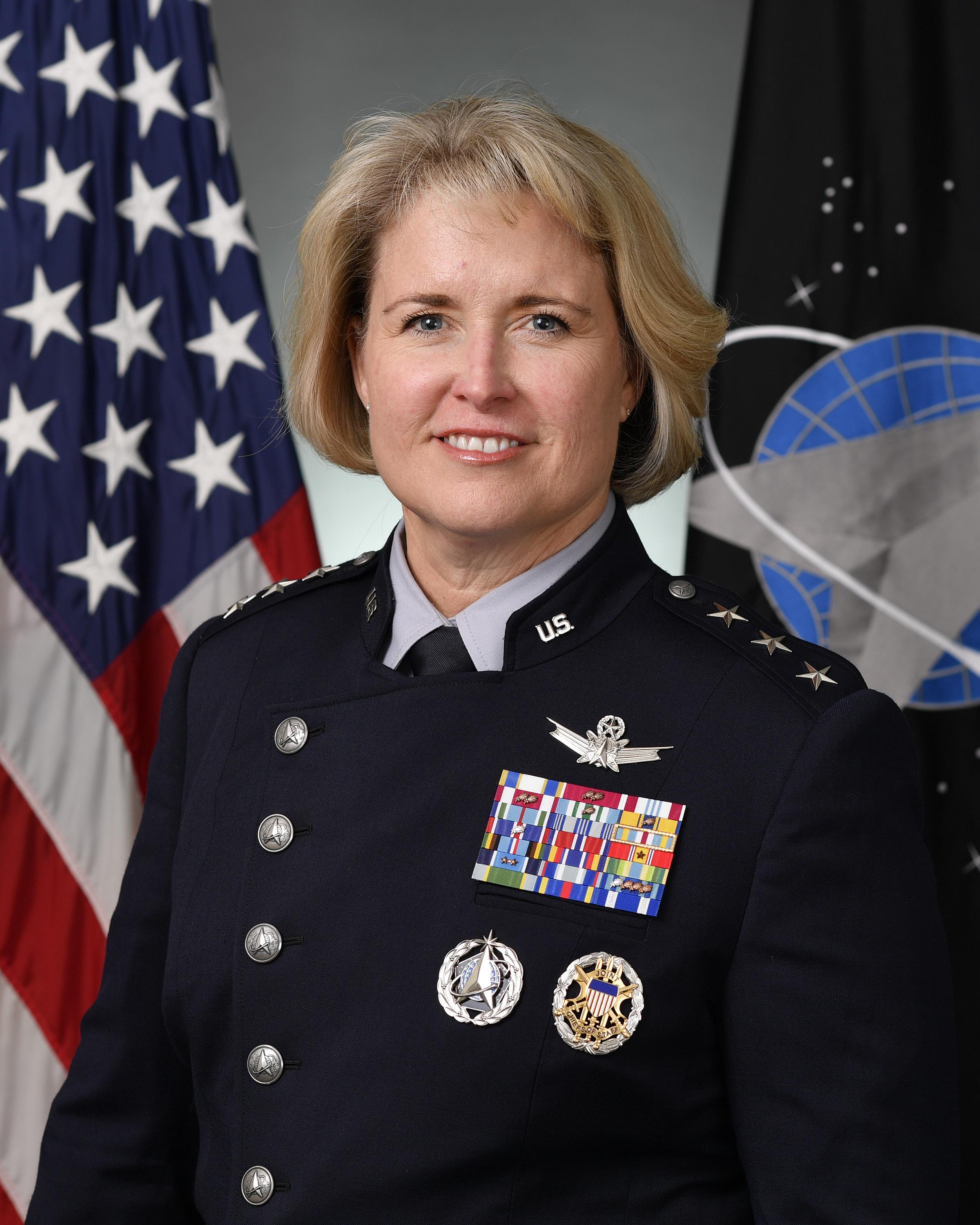
DeAnna Burt (2023)

DeAnna Marie Burt (* 15. Februar 1969 in Louisville, Kentucky) ist ein US-amerikanischer Lieutenant General der United States Space Force.

## Leben
DeAnna Burt studierte an der Embry-Riddle Aeronautical University in Florida Luft- und Raumfahrttechnik und erwarb 1991 ihren Bachelor of Science. Danach trat sie über das Reserve Officer Training Program der United States Air Force bei und wurde von Oktober 1992 bis Januar 1993 auf der Lowry Air Force Base in Colorado ausgebildet. Danach wurde sie als Crew Commander in der 4th Space Warning Squadron auf der Holloman Air Force Base in New Mexico eingesetzt und später bis Oktober 1997 als Standardisiererin in der 76th Space Operation Squadron auf der Schriever Air Force Base, ebenfalls im US-Bundesstaat Colorado. Dort wurde sie anschließend bis Januar 1999 als Executive Officer im Space Warfare Center verwendet.
Nach zwei Verwendungen an der United States Air Force Weapons School auf der Nellis Air Force Base in Nevada wurde sie von Dezember 2001 bis Juli 2004 als Expertin für Raketenabwehr im Hauptquartier des United States European Command in den Patch Barracks in Stuttgart eingesetzt und absolvierte anschließend von 2004 bis 2006 Lehrgänge für Stabsoffiziere am Air Command and Staff College auf der Maxwell-Gunter Air Force Base in Alabama. Es schloss sich eine Verwendung als Chief Combat Plans Division im Joint Space Operations Center auf der Vandenberg Air Force Base in Kalifornien an, bevor sie von August 2008 bis August 2010 als Commander die 2nd Space Operations Squadron in Schriever übernahm. Danach absolvierte sie diverse weitere Kommandos als Vorgesetzte von Luftwaffeneinheiten, die sich mit Raketenabwehr und Weltraumoperationen auseinandersetzen.
Im September 2017 wurde Burt zum Brigadier General ernannt und übernahm das Amt des Vice Commander des United States Air Force Warfare Center auf der Nellis AFB. Von Juli 2018 bis November 2020 war sie Direktorin für Operationen im United States Space Operations Command auf der Peterson Air Force Base in Colorado und wurde zum Ende dieser Verwendung im August 2020 zum Major General ernannt. Mit der Aufstellung der United States Space Force wechselte sie 2020 in diese neue Teilstreitkraft und war dort die erste Frau im Dienstgrad Major General. Von August 2022 bis Dezember 2022 war sie kurzzeitig Assistent des Vice Chief of Space Operations im Pentagon und übernahm anschließend ihre aktuelle Aufgabe als Deputy Chief of Space Operations im Pentagon in Arlington, Virginia. Mit Übernahme der Verwendung wurde sie zum Lieutenant General ernannt.